# Club Deportivo Provincial Ovalle Fútbol Club
El Club de Deportes Provincial Ovalle, es un club de fútbol de Chile, con sede en la ciudad de Ovalle, Región de Coquimbo. Fue fundado el 1 de junio de 1942, y en la temporada 2024, compite en la Segunda División Profesional (tercera categoría del fútbol chileno y perteneciente a la ANFP).

## Historia

### Origen
El club Provincial Ovalle nace con la intención de postular al campeonato de Tercera División B, para ello el club Deportivo Socos (club que se fundó en 1942)de la Asociación de Fútbol Amateur de Ovalle, quien cumplía los requisitos para postular y con el apoyo de las autoridades locales, se decide cambiar de nombre al club para pasar a llamarse Provincial Ovalle y fusionandose de esa manera el club logró ingresar a la tercera división B de 2016.

### Debut y Campeonato de Tercera División B (2016)
En el 2016 el club logró instalarse en la Tercera División B de Chile, junto a los otros equipos regionales, Unión Compañías y Brujas de Salamanca, donde todos soñaban con llevar la copa y ascenso a la Región de Coquimbo. Fue una campaña dura en la Zona Norte, donde el jugador ovallino Felipe Arias pasaría a la historia del club al anotar el primer gol del “Ciclón” en esta división, siendo la víctima Unión Compañías. Finalmente ese año 2016 el club, con un 75% de rendimiento, logró coronarse campeón de la Tercera División B y ascendió a Tercera División A tras ganar el Hexagonal Final con 25 unidades, estrenando así de forma inédita sus vitrinas el año de su debut en el fútbol amateur de Chile.

### Paso por la Tercera División A

#### Primeros años en la divisional (2017-2022)
El club debuta oficialmente el 23 de abril de 2017 visitando al elenco del Club Deportivo Estación Central, logrando ganar el encuentro 0-1. Al terminar el campeonato el club ovallino quedó en la 12° posición con un total de 30 puntos, quedando fuera de la zona de descenso y quedarse por una temporada más en la división.
En la Tercera División A de 2018 quedó en la décima posición con un total de 37 unidades, quedando fuera tanto del descenso, como del ascenso a Segunda División Profesional.
A principios de 2018, el equipo ovallino es invitado a disputar por primera vez en su historia la Copa Chile. Su debut se concreta el 28 de abril, haciendo de local frente a Cobreloa, en una serie de ida y vuelta que terminó a favor del equipo de la Provincia de El Loa, perdiendo por un global de 1-7, siendo derrotados por 1-4 en Ovalle y 3-0 en Calama .
En 2019, el club quedó quinto en la Tabla General de la división, logrando clasificar a la Liguilla de Ascenso. El club debutó en dicha liguilla visitando a Deportes Concepción (campeón de la liguilla), perdiendo la llave por 1-0. El club ovallino quedó último, sin ascender a la Segunda División Profesional.
Durante la temporada 2022, participa por segunda vez en Copa Chile, en donde, en su Primera fase, al ser el equipo de categoría inferior, se le dio el beneficio de jugar el encuentro a partido único en la ciudad de Ovalle, donde finalmente avanza al igualar 1-1 con San Marcos de Arica y ganar por 3-2 la definición a penales. En Segunda fase, y bajo el mismo criterio aplicado en la fase anterior, hace de local a partido único en su ciudad y vence a Deportes Copiapó por 3-2, avanzando a la siguiente fase y logrando destacar como el único club de su división en avanzar a tal ronda.
Finalmente queda eliminado en Tercera fase frente a Unión Española, ahora ya en partidos de ida y vuelta, por un marcador global de 6-0 para el equipo de Primera División, perdiendo 5-0 en Independencia y 0-1 en Ovalle.

#### Histórico ascenso al fútbol profesional (2023)
Comenzando deportivamente el 2023, el club participa por tercera vez en el torneo de Copa Chile, derrotando en una fase preliminar de ida y vuelta al Brujas de Salamanca, por un marcador global de 7-1, avanzando así a la fase regional, en donde cae a partido único contra Deportes Copiapó por 2-1, quedando fuera de la competencia.
En tanto que en el torneo regular de Tercera División A 2023, luego de un irregular inicio de campeonato al mando del DT Ítalo Pinochet (quien dejaría el cargo luego de la Fecha 6 de la Fase Zonal), lograría ingresar al Octogonal de Ascenso, ya de la mano del DT Luis Pérez Franco, quedando en el 4° lugar de su zona. Una vez instalados en la fase final por el ascenso, el cuadro Ovallino encaminaría una tremenda campaña, manteniéndose invicto hasta la Fecha 11 de las 14 que tenía el octogonal, y alcanzando el anhelado ascenso al fútbol profesional, venciendo en un Estadio Diaguita repleto, a su clásico rival de la división Unión Compañías, por un marcador de 2-0, provocando la algarabía de toda la comunidad futbolera de la ciudad, en un día que la comuna recordará por mucho tiempo.
Ya habiendo abrochado el ascenso a Segunda División Profesional, al día siguiente se confirma lo que todos los Ovallinos esperaban con ansias: el título de Campeón de Tercera División A, siendo éste posible debido al empate 1-1 entre las escuadras de Concón National y Provincial Ranco, sumando así otro título de Tercera División a sus vitrinas, junto al ya antes conseguido Campeonato de Tercera División B 2016, y cerrando con broche de oro el gran año 2023, de menos a más, que tuvo el equipo de la Provincia de Limarí.

## Apodo
Este sobrenombre nació en julio del 2015, cuando una fuerte lluvia anegó la cancha y obligó a suspender el duelo contra Club Deportivo Población Tapia, cuando el club aún jugaba en AFAO (Asociación de Fútbol Amateur de Ovalle). El partido se reprogramó para el jueves siguiente, ganando el equipo por un contundente 6-0. Tres días después, debía medirse contra el Club Julio Martínez, al que derrotó 6-1. Recuerda su fundador y presidente del club Cristian Venegas, que se le acercó un aficionado y le hizo un comentario que dio por bautizado al naciente club: "Un hincha me dijo que parecía que había pasado un ciclón por la cancha, debido a la contundencia de las dos victorias. Me gustó la idea y apodé Ciclón al equipo, porque siempre juegan de igual a igual, estén donde estén”, destacó.

## Estadio
El Estadio Diaguita es un estadio de fútbol y atletismo ubicado en la ciudad de Ovalle, de la Región de Coquimbo, Chile. Su propietario es la Ilustre Municipalidad de Ovalle y tiene una capacidad para 5160 espectadores. Fue construido en los terrenos del antiguo Estadio Municipal de Ovalle, el cual tenía una capacidad aproximada de 8000 personas.

## Uniforme
- Uniforme titular: Camiseta verde, pantalón blanco, medias blancas.
- Uniforme alternativo: Camiseta blanca, pantalón blanco, medias blancas.

### Equipamiento
| Período   | Proveedor |
| --------- | --------- |
| 2017-2018 | Training  |
| 2019-2021 | Cafú      |
| 2022-2023 | Training  |
| 2024      | Claus-7   |
| 2025-     | Training  |

| Período   | Auspiciador         |
| --------- | ------------------- |
| 2017-2018 | Cormar Bus          |
| 2019-2024 | Super Los Italianos |
| 2025-     | G&G Minería         |

## Datos del club
- Temporadas en Segunda División: 2 (2024- )
- Temporadas en Tercera División A: 7 (2017-2023)
- Temporadas en Tercera División B: 1 (2016)

- Mayor goleada obtenida:
  - En Segunda División: 4-0 a Real San Joaquín en 2024
  - En Tercera División A: 4-0 a Deportes Concepción en 2019

- Mayor goleada recibida:
  - En Tercera División A: 2-7 de Tomas Greig en 2017
  - En Copa Chile: 0-5 de Unión Española en 2022.

## Jugadores

### Plantilla 2025
- Por disposición de la ANFP, los equipos chilenos en la Segunda División Profesional están limitados a tener en su plantel un máximo de tres futbolistas extranjeros, excluidos aquellos registrados en el Fútbol Formativo.
- Por disposición de la ANFP, el número de las camisetas no puede sobrepasar al número de jugadores inscritos.
- Por disposición de la ANFP el plantel debe utilizar al menos 1638 minutos a juveniles chilenos (nac. 1 de enero de 2003).

### Altas 2025
| Jugador           | Posición      | Procedencia               | Tipo     |
| ----------------- | ------------- | ------------------------- | -------- |
| Fernando Abarzúa  | Portero       | Deportes Limache          | Libre    |
| Matías Ávila      | Defensa       | Fernández Vial            | Libre    |
| Kevin Serrano     | Defensa       | General Velásquez         | Libre    |
| Bastián Solano    | Defensa       | Fernández Vial            | Libre    |
| Michel Rojas      | Defensa       | Agente libre              | Libre    |
| Juan Pablo Cumián | Defensa       | Universidad de Concepción | Préstamo |
| Santiago Bravo    | Defensa       | Colo-Colo                 | Préstamo |
| Kevin Mundaca     | Mediocampista | Deportes Limache          | Libre    |
| Daniel Monardes   | Mediocampista | Deportes La Serena        | Libre    |
| Jorge Pavez       | Mediocampista | General Velásquez         | Libre    |
| Rodrigo Riquelme  | Mediocampista | Universidad de Concepción | Préstamo |
| Minoban Becerra   | Delantero     | Cobreloa                  | Libre    |
| Nicolás Rivera    | Delantero     | San Marcos                | Préstamo |
| Tomás Tolosa      | Delantero     | Unión Española            | Préstamo |
| Diego Bravo       | Delantero     | San Marcos                | Préstamo |
| Bastián Pinnola   | Delantero     | Santiago Wanderers        | Préstamo |
| Joshua Ortiz      | Delantero     | Cobresal                  | Préstamo |

### Bajas 2025
| Jugador             | Posición      | Destino               | Tipo            |
| ------------------- | ------------- | --------------------- | --------------- |
| Sebastián Aravena   | Portero       | Deportes Linares      | Fin de préstamo |
| Miguel Escalona     | Defensa       | Deportes Melipilla    | Libre           |
| Martín Ormeño       | Defensa       | Deportes Puerto Montt | Libre           |
| Gabriel Sarria      | Defensa       | San Luis              | Libre           |
| Lautaro Velasco     | Defensa       | Costa Brava           | Libre           |
| Wilson Piñones      | Defensa       | Retiro                |                 |
| Mirko Serrano       | Defensa       | Bandera de ?          | Libre           |
| Ricardo Muñoz       | Defensa       | Bandera de ?          | Libre           |
| Javier Medalla      | Defensa       | Bandera de ?          | Libre           |
| David Henríquez     | Defensa       | Bandera de ?          | Libre           |
| Nicolás Aguirre     | Mediocampista | Bandera de ?          | Libre           |
| Ronald González     | Mediocampista | Bandera de ?          | Libre           |
| Jorge Araya         | Mediocampista | Bandera de ?          | Libre           |
| Diego Ríos          | Mediocampista | Bandera de ?          | Libre           |
| Pablo Olivares      | Mediocampista | Bandera de ?          | Libre           |
| Cristofer Araya     | Mediocampista | Bandera de ?          | Libre           |
| Luis Vásquez        | Mediocampista | Bandera de ?          | Fin de préstamo |
| Mauricio Arias      | Mediocampista | Deportes Puerto Montt | Fin de préstamo |
| Ignacio Pipistrelli | Delantero     | Gutiérrez             | Libre           |
| Kevin Araya         | Delantero     | Concón National       | Libre           |
| Eduardo Puchetta    | Delantero     | Bandera de ?          | Libre           |
| Brian Leiva         | Delantero     | Bandera de ?          | Libre           |
| Alexis Valencia     | Delantero     | Bandera de ?          | Libre           |
| Kameron Campos      | Delantero     | Bandera de ?          | Libre           |
| Valentín Coria      | Delantero     | Bandera de ?          | Fin de préstamo |
| Bastián Martínez    | Delantero     | Trasandino            | Fin de préstamo |

## Entrenadores

### Cronología
- Ramón Contreras (2016-2017)
- Pablo Iriarte (2017)
- Manuel Soto (2017)
- Pablo Iriarte (2017)
- Jorge Guzmán (2018)
- Ramón Climent (2018)
- René Kloker (2019-2020)
- Julio Moreno Rayneld-Franco (2020)
- Ricardo Rojas (2020-2022)
- Ítalo Pinochet (2023)
- Luis Pérez Franco (2023-2024)
- Felipe Cornejo (2024-)

## Palmarés

### Torneos nacionales
- Tercera División A de Chile (1): 2023.
- Tercera División B de Chile (1): 2016.